# Полев, Иван Андреевич
Иван Андреевич Полев (? — 14 ноября 1672) — стольник и воевода во времена правления Михаила Фёдоровича и Алексея Михайловича.
Представитель старшей ветви дворянского рода Полевых (смоленская ветвь Рюриковичей). Сын воеводы Андрея Богдановича Полева. Имел сестру Феодосию Андреевну — жена Ивана Петровича Шереметьева.

## Биография
В 1627-1668 годах в Боярской книге записан стольником. Во время приёма у царя польского посла Александра Песочинского 21 марта 1635 года, стольник Иван Полев вместе с другими ставил «есть пред государем».
Во время приёма польского гонца Адама Орлика 30 января 1637 года был одним из стольников, находившихся около царя Михаила Фёдоровича.
В 1639 году «дневал и ночевал» у гробов царевичей Ивана и Василия Михайловичей.
В 1646 году — второй есаул в Большом полку под руководством боярина князя Н. И. Одоевского, в походе из Ливен в  Белгород.
16 января 1648 года присутствовал на первой свадьбе царя Алексея Михайловича на Марии Ильиничне Милославской, седьмой для постановки яств перед Государём в Грановитой палате. В сентябре того же года назначен на воеводство в Вологду, где упомянут и в 1649 году. В мае 1651 года воевода в Веневе, для охраны от прихода крымцев и нагайцев и велено ему быть в сходе в Туле с окольничим князем Хворостининым.
В ноябре 1653 года по царскому указу отправлен в Кострому, чтобы пересмотреть для службы в городах дворян и детей боярских, новиков и недорослей.
22 марта 1659 года назначен первым полковым и осадным воеводой в Тамбов, а его товарищем и вторым воеводой стал бывший козловский воевода Василий Никитич Лихарев, который в мае устроил местнический спор и бил челом царю, что ему с Полевым «быть не вместо». Царь Алексей Михайлович поддержал Ивана Полева и приказал Василия Лихарева посадить в тюрьму.
16 мая 1662 года назначен в Севск вторым полковым воеводой и «товарищем» первого воеводы, боярина Петра Васильевича Шереметева Большого. Воеводы должны были действовать против крымских татар и 4 июля воеводы были у царской руки и отправились из столицы к месту назначения.
12 января 1663 года первый воевода боярин П. В. Шереметев Большой был вызван в Москву, а И. А. Полев стал первым полковым и осадным воеводой в Севске. В сентябре 1664 года получил приказ перейти на воеводство из Севска в Брянск, но к установленному времени так и не прибыл. Брянский воевода, стольник Яков Волынский, сообщал в Москву, что 12 сентября Полева еще не было в городе. Царь приказал воеводе П. В. Шереметеву немедленно выслать И. Полева из Севска в Брянск и в октябре 1664 года тот уже находился в Брянске, где пробыл до августа 1665 года.
10 июля и 24 июля 1669 года дважды «дневал и ночевал» у гроба царевича Симеона Алексеевича.
12 ноября 1671 года во время торжественного обеда в честь прибывшего в Москву польского посольства под руководством Станислава-Казимира Беневского, находился в числе стольников, которым было поручено «есть ставить пред Великого Государя».
С 1671 года первый судья в Судно-Московском приказе. В 1672 году упомянут в чине московского дворянина.
Умер 14 ноября 1672 года.

## Семья и дети
Женат на Марии Афанасьевне (ум. 7 апреля 1680), фамилия которой неизвестна, от брака с которой имел двух сыновей:
- Полев Михаил Иванович (? — 1 мая 1691) — стольник (1672-1686)[1], женат на Марии Юрьевне (ум. 1682), родная сестра Анны Юрьевны, жены боярина Тихона Никитича Стрешнева.
- Полев Никита Иванович (? — 8 февраля 1669).